# Antso Larrosa
Antso Larrosa (m. 1142), esmentat també com Sancho Larrosa o Sancho de Roses, fou un eclesiàstic aragonès, canonge de Jaca, governador de l'església de Sasabe
i des de 1122 bisbe de Pamplona.
Sota el seu mandat es va acabar la catedral romànica i es va consagrar el 12 d'abril de 1127. Aquest mateix any va fundar l'hospital de Roncesvalles i deu anys després estava conclòs el claustre de la catedral pamplonesa.
En aquesta època els canonges regulars es van estendre a altres zones com Roncesvalles i Sant Miquel d'Aralar. Va fer que el rei García el Restaurador es mostrés generós amb l'església de Pamplona a canvi del suport del bisbe per consolidar el seu tron.